# Vysoká u Příbramě
Vysoká u Příbramě (německy Wissoka) je obec v okrese Příbram ve Středočeském kraji, asi 8 km jihozápadně od Příbrami. Žije zde 361 obyvatel.

## Historie
První nepřímá písemná zmínka o obci pochází z roku 1367, která se týká sporu o obsazení fary ve Třebsku, mimo jiné Smilem z Vysokého. Tehdy byl název obce Vysoký, nikoli Vysoká. Později zde byla uváděna tvrz, obytné stavení se sklepy, hospodářskými stavení, kaplí, chmelnicí, pivovarem, zahradami a ovčínem. Ta se zřejmě nacházela na místě statku čp. 1, kde během staletí měnili vlastníci. 

### Po roce 1989
Restituent znárodněných pozemků náležících ke zdejšímu panskému statku č.p. 1 po revoluci prodal celý majetek izraelskému investorovi, který v roce 2012 podal návrh na změnu územního plánu. Záměrem, který se týkal pětiny obecního katastru, bylo vybudovat zde golfový a rekreační resort. Tento návrh se nesetkal s podporou místních obyvatel a v roce 2020 byl zamítnut.

## Přírodní poměry
Obec se nachází ve vyšší části příbramské pahorkatiny na okraji Brd v průměrné nadmořské výšce 575 metrů. Oblast je typická velkými lány orné půdy, doplněnými menšími enklávami lesních porostů, které jsou vázány na horní periferie vrcholů. Celou západní polovinu katastrálního území obce tvoří lesy. Katastrální území obce se nachází ve střední kategorii radonového indexu geologického podloží, což je dáno lokálními geologickými podmínkami. Nachází se zde také poddolovaná území.

## Obecní správa

### Části obce
- Vysoká u Příbramě (k. ú. Vysoká u Příbramě)

Sousedními obcemi sídla jsou Láz, Rožmitál pod Třemšínem, Vranovice, Narysov, Třebsko, Modřovice a Bohutín.

### Územněsprávní začlenění
Dějiny územněsprávního začleňování zahrnují období od roku 1850 do současnosti. V chronologickém přehledu je uvedena územně administrativní příslušnost obce v roce, kdy ke změně došlo:
- 1850 země česká, kraj Praha, politický i soudní okres Příbram[7]
- 1855 země česká, kraj Praha, soudní okres Příbram
- 1868 země česká, politický i soudní okres Příbram
- 1939 země česká, Oberlandrat Tábor, politický i soudní okres Příbram[8]
- 1942 země česká, Oberlandrat Praha, politický i soudní okres Příbram[9]
- 1945 země česká, správní i soudní okres Příbram[10]
- 1949 Pražský kraj, okres Příbram[11]
- 1960 Středočeský kraj, okres Příbram
- 2003 Středočeský kraj, okres Příbram, obec s rozšířenou působností Příbram

### Starostové
- Zdeněk Strnad (2010–2018)
- Jana Krejčová (od roku 2018)

### Znak a vlajka
Obec o udělení znaku a vlajky zažádala v roce 2012. Dekret k užívání znaku a vlajky získala o rok později. Návrhem se zabývali odborníci na heraldiku a vexilologii, mezi nimi i Jaroslav Verner, který zpracovával finální návrh. Symbol obsahuje prvky významných rodů působících v lokalitě od roku 1403. Zelené pole má symbolizovat zdravé životní prostředí, okolní lesy a zemědělství, které bylo v minulosti důležitým zdrojem obživy místních obyvatel. Lekníny symbolizují množství rybníků v katastru a slavné Rusalčino jezírko. Figura lyry je znamením hudby, jenž upomíná zdejší pobyt skladatele Antonína Dvořáka.

### Členství ve sdruženích
Obec Vysoká u Příbramě je od září 2011 členem Svazku obcí Podbrdského regionu.

## Společnost

### Rok 1932
V obci Vysoká byly v roce 1932 evidovány tyto živnosti a obchody: obchod s cukrovinkami, obchod s dřívím, družstvo pro rozvod elektrické energie ve Vysoké, 3 hostince, kovář, krejčí, dva obuvníci, pekař, obchod s lahvovým pivem, řezník, tři obchody se smíšeným zbožím, Spořitelní a záložní spolek pro Vysokou, obchod se starým materiálem, trafika, dva velkostatkáři (Silberstein, Štěpánek).

## Pamětihodnosti

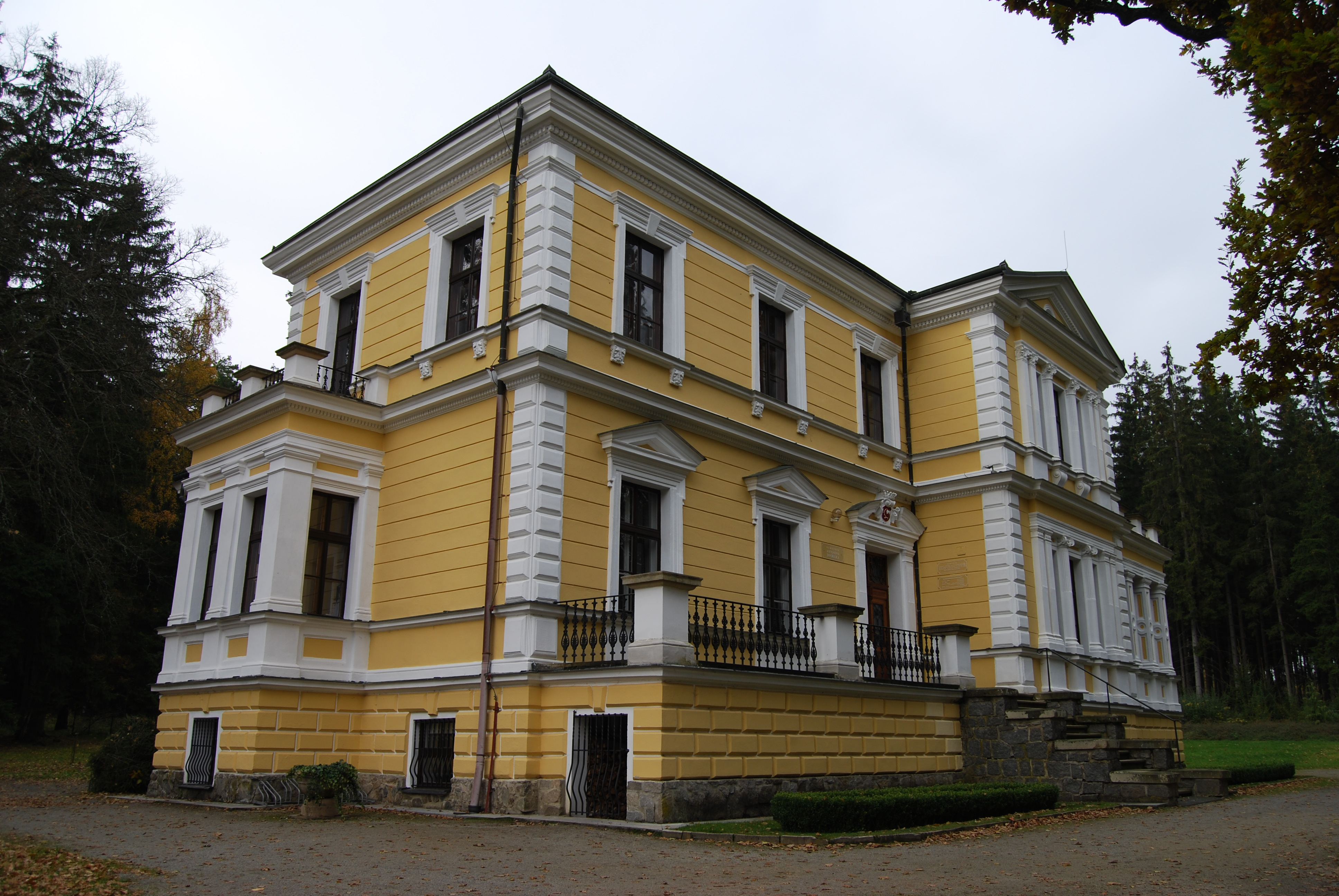
Památník Antonína Dvořáka

### Zámek
Novorenesanční zámeček nechal na západním okraji obce vystavět skladatelův švagr, hrabě Václav Robert z Kounic. Společně s okolním anglickým parkem byl dokončen roku 1878. V roce 1963 zde byl otevřen Památník Antonína Dvořáka věnovaný jeho pobytu ve Vysoké. Nachází se zde koncertní sál, galerie, knihovna a konají se zde svatební obřady. 

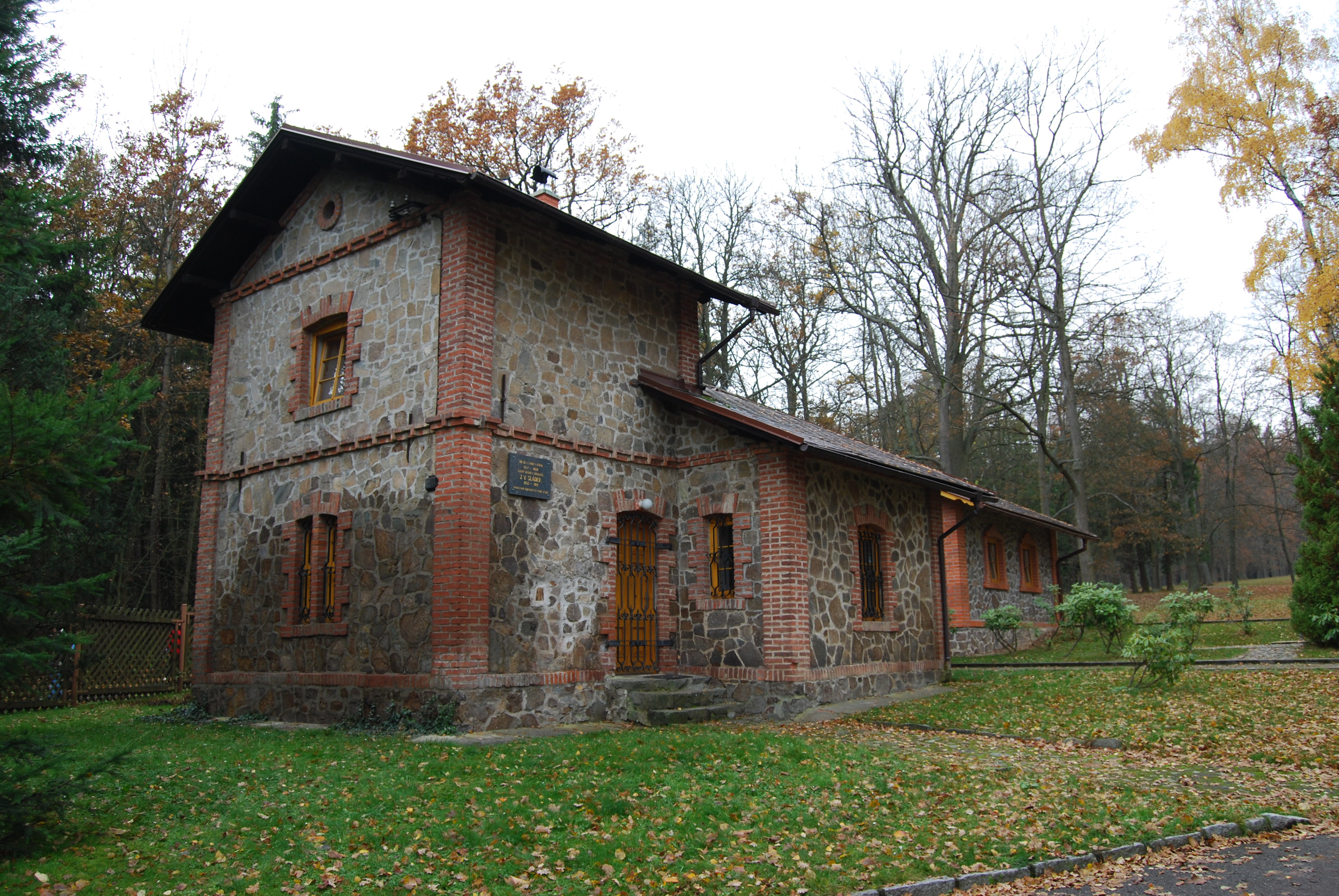
Zahradní domek s pamětní deskou upomínající na pobyt Josefa Václava Sládka v letech 1897–1898

### Vila Rusalka
Od roku 1958 chráněna jako kulturní památka. Jedná se o původní špýchar, který Antonín Dvořák spolu s pozemky ovčína zakoupil od svého švagra hraběte Václava Kounice. Špýchar byl přestavěn na obytnou budovu, kde Dvořák s rodinou trávil léto. Vila je součástí 73arového pozemku, který je kompletně obehnán kamennou zdí. V době Dvořákova působení se zde setkávaly významné osobnosti z řad jeho přátel. Po Dvořákově smrti vila zůstala v majetku rodiny. Vilu dnes vlastní pět majitelů z řad potomků Antonína Dvořáka. Dle výpovědi skladatelova vnuka Antonína Dvořáka III z roku 2016 je těžké se vzájemně dohodnout na její údržbě. Stavbu chtěl zakoupit i Středočeský kraj, ale majitelé se na prodeji neshodli. V domě se nachází malé rodinné muzeum artefaktů Antonína Dvořáka, které se ovšem několikrát stalo terčem zlodějů. Rodina se snaží vilu opravovat a udržovat za pomocí státních fondů a o prodeji neuvažuje. Vila je veřejnosti nepřístupná.

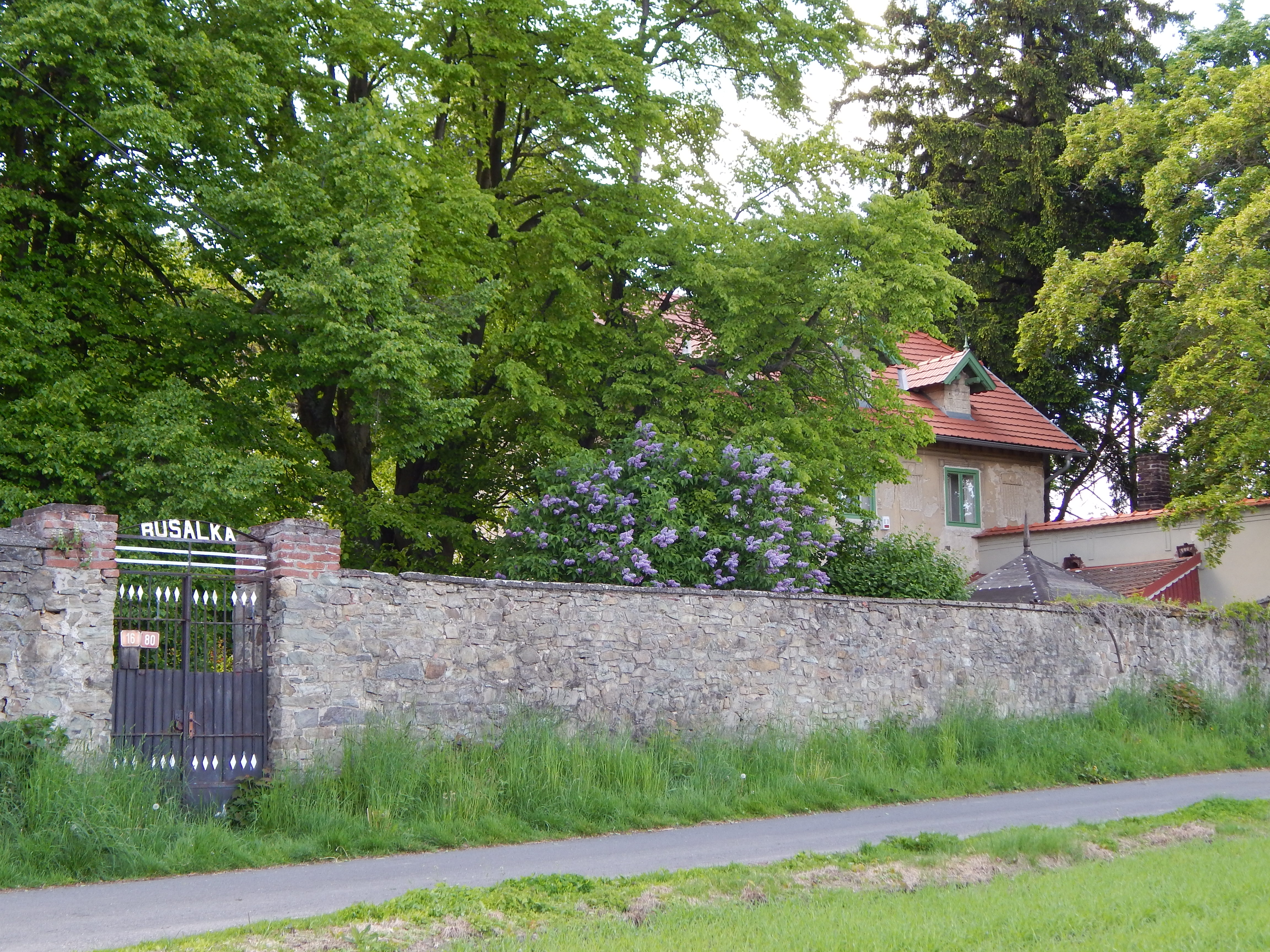
Vila Rusalka

## Osobnosti
- Antonín Dvořák (1884–1903) - hudební skladatel, strávil zde posledních dvacet let svého života
- Josef Jiří Stankovský (1844–1879) - dramatik, herec a spisovatel, narozen na Vysoké
- Josef Kholl (1914–1944) - generál, československý voják, velitel a bojovník proti nacismu, žil zde, zemřel v bojích o Duklu
- Josef Václav Sládek (1897–1898) - spisovatel, básník, novinář a překladatel, hostoval zde
- Václav Robert z Kounic (1848–1913) - poslanec Českého zemského sněmu a šlechtic
- Jiří Šedivý (*1953) - armádní generál, bývalý náčelník Generálního štábu Armády ČR, žije zde, narozen v Příbrami

V obci se narodil dramatik Josef Jiří Stankovský (1844–1879). Hostoval zde básník Josef Václav Sládek (1897–1898), který v letech 1897–1898 žil v zahradním domku na okraji parku se zámečkem, kde je umístěna pamětní deska. Své školní léta zde prožil občan generál Josef Kholl (1914–1944), který navštěvoval základní školu v Bohutíně. V místě kde žili, byla umístěna pamětní deska, v roce 2025 zasazena do nového pomníku. Obec uvedl ve známost skladatel Antonín Dvořák (1884–1903), který zde strávil posledních dvacet let svého života po návratu ze Spojených států. Dvořák navštěvoval místní zámeček, dnešní Památník Antonína Dvořáka, který byl původně bydlištěm skladatelova švagra hraběte Václava Roberta z Kounic (1848–1913). Nedaleké Rusalčino jezírko Dvořáka inspirovalo ke skladbě opery Rusalka a následně zde vytvořil také operu Armida. Dvořák od svého švagra zakoupil pozemek se špýcharem a ovčínem. Špýchar byl přestavěn na obytnou budovu, která dostala jméno Vila Rusalka. Zde Dvořák s rodinou trávil léto. Zbytek pozemku byl postupně upraven na park a ovocný sad, kde Dvořák nadšeně sadařil, zahradničil, choval holuby a komponoval.

## Doprava

### Dopravní síť
Do obce vedou silnice III. třídy. Železniční trať ani stanice či zastávka na území obce nejsou.

### Autobusová doprava 2024
Autobusovou dopravu v obci Vysoká u Příbramě zajišťují společnosti Arriva Střední Čechy a ČSAD AUTOBUSY České Budějovice. Obec je součástí Pražské integrované dopravy (PID). V obci se nacházejí zastávky Vysoká u Příbramě a Vysoká u Příbramě,u kapličky. Na silnici směrem do Bohutína se nachází zastávka Vysoká u Příbramě,Rusalka. Obcí procházejí dvě autobusové linky: 482 a 567. Linka 482 spojuje obec s Příbramí a směrem na druhou stranu pokračuje přes Březnici, Blatnou až do Strakonic. Linka 567 začíná v Příbrami a pokračuje přes Bohutín, Vysokou u Příbramě, Narysov, Třebsko a Modřovice, přičemž končí v Rožmitálu pod Třemšínem.

## Turistika
Obcí prochází cyklotrasa č. 302 Dolní Líšnice – Milín – Vysoká u Příbramě – Příbram – Hořovice a modře značená turistická trasa Rožmitál pod Třemšínem – Vysoká u Příbramě – Havírna – Příbram-Zdaboř.